# Dworzec Gdański metróállomás
A Dworzec Gdański (magyarul: Gdański vasútállomás) egy metróállomás Varsóban a varsói M1-es metró vonalán.

## Szomszédos állomások
A metróállomáshoz az alábbi állomások vannak a legközelebb:
- Plac Wilsona (Młociny, M1-es metróvonal)
- Ratusz Arsenał (Kabaty, M1-es metróvonal)
- Muranów

## Átszállási kapcsolatok
| M1 (Młociny ↔ Kabaty) |                                          |                                               |
| Állomás               | Átszállási kapcsolatok                   | Fontosabb létesítmények                       |
| Dworzec Gdański       | 116, 157, 409, 500, 518 1, 6, 15, 28, 41 | Warszawa Gdańska (Varsó-Gdański vasútállomás) |